# 比村奇石
比村 奇石（ひむら きせき）は、日本の漫画家、イラストレーター。男性。北海道出身、神奈川県在住。

## 来歴
2003年（平成15年）より同人サークル「比村乳業」の活動を開始。その後、脱サラし、2013年（平成25年）より本格的に商業活動を開始。
2015年（平成27年）2月23日から毎週月曜日にTwitterに投稿し後に『月曜日のたわわ』としてシリーズ化された作品群が話題となり、2016年（平成28年）にはアニメ化され、ネット配信された。

## 人物像・エピソード
最も影響を受けた作品は天王寺きつねの『オルフィーナ』。また参考にしている作家として、自身がコミカライズを手がける『ソードアート・オンライン』のテレビアニメでキャラクターデザインを担当する足立慎吾を、好きな作品に『ヴィンランド・サガ』『ドリフターズ』『ヒストリエ』を挙げている。
『月曜日のたわわ』をはじめ青色を基調としたイラストが多く、トレードマークとなっている。この青色は元々ジンクスとして下書き用に使われていた色である。
サークル「比村乳業」はコミックマーケットにおいて長蛇の列ができる壁サークルとなっており、その頒布の手際の良さと列回転の速さが「アトラクション」「比村サーキット」などと呼ばれ親しまれている。

## 作品リスト

### 漫画作品

#### 連載
- ソードアート・オンライン プログレッシブ（原作：川原礫、キャラクターデザイン：abec、『電撃G's magazine』2013年8月号 - 2014年5月号、『電撃G'sコミック』2014年6月号 - 2018年4月号）
- 月曜日のたわわ（『週刊ヤングマガジン』2020年51号 - 連載中） - 2015年からTwitterにて毎週月曜に投稿しているイラスト群の商業漫画化作品。

#### 読み切り
- 『Fate/hollow ataraxia』のアンソロジー寄稿作品（『Fate/hollow ataraxia アンソロジーコミック』2006年）
- 『けいおん!』のアンソロジー寄稿作品（原作：かきふらい、『けいおん！ アンソロジーコミック みんなでうん☆たん』2009年）
- 『翠星のガルガンティア』のアンソロジー寄稿作品（原作：オケアノス、『翠星のガルガンティア コミックファンブック』2013年） - コミックマーケット84 プロダクションI.Gブースにて頒布。
- 『IS 〈インフィニット・ストラトス〉』のアンソロジー寄稿作品（原作：弓弦イズル、『IS 〈インフィニット・ストラトス〉 アンソロジーコミック』2013年） - コミックマーケット84 IS 〈インフィニット・ストラトス〉ブースにて頒布。
- 『カナン様はあくまでチョロい』1巻発売記念描き下ろし寄稿作品（『週刊少年マガジン』2022年46号[7]）

### イラスト
- 輪廻のラグランジェ（テレビアニメ、2012年） 第6話エンドカード
- ソードアート・オンライン エンドワールド（ソーシャルゲーム、2013年 - 2017年）
- 翠星のガルガンティア（テレビアニメ、2013年） 第7話エンドカード
- 猫物語（白）（テレビアニメ、2013年） 第2話エンドカード
- Fate/kaleid liner プリズマ☆イリヤ（テレビアニメ、2013年） 第8話エンドカード
- IS 〈インフィニット・ストラトス〉2（テレビアニメ、2013年） 第3話応援イラスト
- グリザイアの楽園（テレビアニメ、2015年） 第4話エンドカード
- ご注文はうさぎですか?（テレビアニメ、2015年）2015年BS11再放送 第10羽エンドカード
- ULTRA SUPER ANIME TIME（TVアニメ枠、2015年）2nd SEASON 第9回エンドカード
- ブブキ・ブランキ（テレビアニメ、2016年） 第9話エンドカード
- 機甲狩竜のファンタジア（原作：内田弘樹、富士見ファンタジア文庫、2016年 - 2017年）挿絵
- 宇崎ちゃんは遊びたい! 5巻特装版付属イラスト小冊子（2020年[8]）イラスト寄稿
- がんばれ同期ちゃん（Webアニメ、2021年） 第10話エンドカード
- 月曜日のたわわ2（Webアニメ、2021年） 第12話エンドカード

### 書籍
- 『ソードアート・オンライン プログレッシブ』、原作：川原礫、キャラクターデザイン：abec、KADOKAWA〈電撃コミックスNEXT〉2014年 - 2018年、全7巻
- 『月曜日のたわわ』、講談社〈ヤンマガKCスペシャル〉2021年 - 刊行中、既刊13巻（2025年6月30日現在）、B6判
  - （青版）2021年 - 刊行中、既刊13巻、B5判

### その他
- Just Because!（テレビアニメ、2017年） キャラクター原案[9]